# Vélodrome de Bordeaux
Le stadium-vélodrome de Bordeaux est situé dans le quartier de Bordeaux-Lac, près du parc des Expositions.
Sa construction a pour objectif de remplacer la piste cycliste du stade Lescure qui est détruite à la suite de l'aménagement du stade. La mairie crée ensuite, dans l’espace central, une aire d’athlétisme indoor à la demande des sportifs.

## Histoire
Sa construction a démarré en 1987 sur les plans de l'architecte Roger Taillibert, et il fut inauguré le 9 octobre 1989. Le stadium est un bâtiment carré de 100 mètres de côté construit majoritairement en bois. De forme pyramidale, il repose sur quatre piliers de béton et culmine à 38 mètres.

## Structures
Ses 13 500 m2 couverts abritent plusieurs pistes :
- une piste cycliste de 250 m de long et de 7 m de large (dimensions olympiques), l'inclinaison des virages est de 42°[5]
- une piste d'athlétisme elliptique de 200 m (4 couloirs)
- une piste d'athlétisme vitesse de 60 m avec haies
- une aire de lancer de poids, de saut en hauteur, en longueur et à la perche

Ses gradins comportent 4 500 places.

## Compétitions accueillies
Le stadium-vélodrome accueille les championnats du monde de cyclisme sur piste 1998 et 2006, ainsi que les championnats du monde de paracyclisme sur piste, du 19 au 27 août 2007. 
Le stadium est l'hôte du salon international du modélisme les 27 et 28 septembre 2008
Le stadium accueille en 2014 les championnats de France d'athlétisme en salle et en 2015 et 2016, les championnats de France de cyclisme sur piste.
Le stadium-vélodrome accueille tous les ans les championnats d'hiver inter régionaux de vitesse, d'américaine, de course aux points et de l'omnium en janvier et les championnats d'Aquitaine de cyclisme sur piste en mai.